# IAI Westwind
Israel Aircraft Industries (IAI) Westwind je bilo 10-sedežno reaktivno poslovno letalo, ki so ga zasnovali v ZDA na podlagi propelerskega Aero Commander 500. Kasneje je North American Rockwell prevzel podjetje Aero Commander, in potem leta 1968 prodal pravice za letalo izraelskemu Israel Aircraft Industries (IAI).

## Specifikacije (1124A Westwind II)
Podatki iz Jane's All The World's Aircraft 1982-83; Taylor 1982, pp. 124–126.
Splošne karakteristike
- Posadka: 2
- Število sedežev: do 10 potnikov
- Dolžina: 15,93 m (52 ft 3 in)
- Razpon kril: 13,65 m (44 ft 9½ in)
- Višina: 4,81 m (15 ft 9½ in)
- Površina kril: 28,64 m² (308,3 ft²)
- Teža praznega letala: 6010 kg (13250 lb)
- Maks. vzletna teža: 10660 kg (23500 lb)
- Pogon letala: 2 × Garrett TFE731-3-1G turbofan, 16,46 kN (3700 lbf) vsak

 Zmogljivost 
- Maks. hitrost: 868 km/h (469 vozlov, 539 mph) na višini 8 840 m (29 000 ft)
- Potovalna hitrost: 723 km/h (390 vozlov, 449 mph) ekonomična potovalna hitrost na višini 11 890–12500 m (39 000–41 000 ft)
- Hitrost porušitve vzgona: 184 km/h (99 vozlov, 114 mph)
- Doseg: 4 430 km (2 392 nmi, 2 770 milj) z maks. tovorom
- Višina leta: 13 720 m (45 000 ft) (največja certificirana višina)
- Hitrost vzpenjanja: 25,4 m/s (5 000 ft/min)